# Dieter Weintritt
Dieter Weintritt (* 4. Oktober 1935 in Ohlau, Kreis Ohlau, Provinz Niederschlesien; † 22. März 2023 in Leipzig) war ein deutscher Geophysiker.

## Leben und Wirken
Dieter Weintritt besuchte zunächst die Volksschule in Oppeln und nach der kriegsbedingten Flucht der Familie nach Leipzig hier die 25. Grundschule. Nach dem Abitur an der Humboldtschule studierte er von 1954 bis 1959 Angewandte Geophysik an der Karl-Marx-Universität Leipzig. Das Thema seiner Diplomarbeit lautete: Regionalmagnetische Vermessung und Erkundung des paläozoischen Untergrundes im Raum Zerbst-Roßlau.
Ab 1959 arbeitete er beim VEB Geophysik Leipzig, dem Stammbetreib des späteren Kombinats Geophysik, zunächst als Messtruppleiter und später in der Forschung. Hier führte er unter anderem neue Messmethoden in der See- und der Aerogeophysik ein Über diese Gebiete hielt er ab 1962 Vorlesungen an der Karl-Marx-Universität und später auch an der Bergakademie Freiberg. Ab 1965 war er Leiter der Abteilung Methodische Forschungen und befasste sich unter anderem mit der Potentialfeldtheorie und der Seismik sowie der Einführung der elektronischen Datenverarbeitung bei der Bearbeitung geophysikalischer Daten.
Mit der Dissertationsarbeit Zur Anwendung der Fouriertransformation bei der Interpretation gravimetrischer und magnetischer Anomalien wurde Weintritt 1966 an der Karl-Marx-Universität bei Robert Lauterbach (1915–1995) zum Dr. rer. nat. (Promotion A) promoviert. Die Promotion B zum Dr. sc. nat. erfolgte 1983 mit der Arbeit Methodische Entwicklungen in der geophysikalischen Erkundung und Voraussetzungen zu ihrer wirtschaftlichen Anwendung.
In den 1980er Jahren vertrat Weintritt das Kombinat Geophysik in nationalen und internationalen Gremien, wie dem Forschungsrat der DDR und dem Rat für Gegenseitige Wirtschaftshilfe.
1990 erhielt er die Facultas docendi und wurde zum Honorarprofessor an der Bergakademie Freiberg berufen. Von 1994 bis zu seinem Ausscheiden aus dem Berufsleben 1996 leitete er das Rechenzentrum Geophysik Seismik.

## Mitgliedschaften
- Gesellschaft für geologische Wissenschaften der DDR
- Nationalkomitee für Welterdölkongresse
- European Association of Geoscintists and Engineers

## Auszeichnungen
- Banner der Arbeit Stufe I
- Staatspreis der UdSSR